# 羊市镇
羊市镇，是中华人民共和国重庆市奉节县下辖的一个乡镇级行政单位。

## 行政区划
羊市镇下辖以下地区：
兴安社区、鱼灯社区、大淌村、楼门村、红旗村、万兴村和灯塔村。